# Allium elmendorfii
Allium elmendorfii là một loài thực vật có hoa trong họ Amaryllidaceae. Loài này được M.E.Jones ex Ownbey mô tả khoa học đầu tiên năm 1950.